# Laciris
Laciris es un género monotípico de peces de agua dulce de la familia Poeciliidae. Su único representante es Laciris pelagicus.
Es endémico del Lago Alberto, en África Central (República Democrática del Congo y Uganda).